# Anfotericina B
Anfotericina es un antifúngico extraído del Streptomyces nodosus, una bacteria filamentosa, obtenido inicialmente en 1955 en el Instituto Squibb Para la Investigación Médica a partir de cultivos de un aislado de streptomycete obtenido en el suelo del río Orinoco en la región de Venezuela. Tiene una constitución química poliénica (heptaeno), y contiene además una hexosamina (micosamina), grupos ácidos (ácido carboxílico) y básicos (amina primaria). Es insoluble en agua y en la mayoría de los disolventes orgánicos. Existen dos formas químicas: la anfotericina A, sin aplicación clínica y químicamente de configuración macrólida, y la anfotericina B, antimicótico macrólido poliénico. Su nombre se origina de las propiedades anfotéricas del producto químico.

## Farmacocinética
Su absorción por vía oral es mínima, se suministra en forma de suspensión coloidal tamponada con desoxicolato. Esta suspensión apenas se absorbe en el tubo digestivo, por lo que debe administrarse por vía intravenosa. Por esta vía los niveles terapéuticos se mantienen durante 24 horas. Una vez en el torrente sanguíneo, más del 90 % del fármaco se fija rápidamente en los tejidos, mientras que el resto se une a las proteínas plasmáticas. Tiene una eliminación renal lenta y de sólo un 5 % en forma activa, encontrándose trazas de la misma hasta dos meses después de suspender el tratamiento. Su difusión al líquido cefalorraquídeo es escasa (2-4 %). Por este motivo, puede ser necesario tratamiento intratecal en caso de meningitis grave. Asimismo, se difunde escasamente en el humor vítreo y en el líquido amniótico.

## Farmacodinámica

### Mecanismo de acción
La anfotericina B se fija ávidamente a los esteroles de las membranas de células eucariotas. La afinidad de la anfotericina B por el ergosterol de los hongos es 500 veces mayor que su afinidad por el colesterol de las células de los mamíferos, lo que explica su relativa especificidad. La unión de anfotericina B al ergosterol produce canales o poros que alteran la permeabilidad de la membrana fúngica y facilitan la salida de componentes celulares esenciales como lo son sodio, potasio e iones hidrógeno. Esta alteración resulta letal para el hongo. Además, desestabiliza las membranas fúngicas generando radicales libres tóxicos tras la oxidación del fármaco.
La afinidad que muestra hacia los esteroles de las membranas celulares contribuye al efecto tóxico que produce sobre algunas células de los mamíferos. La resistencia a la anfotericina B puede atribuirse a una disminución de la concentración de ergosterol en la membrana fúngica.

### Interacciones
- Medicamentos nefrotóxicos: La anfotericina B es potencialmente nefrotóxica, por lo que la asociación con otros nefrotóxicos ha de controlarse cuidadosamente.
- Zidovudina: Riesgos de mielotoxicidad y nefrotoxicidad aumentados.
- Ciclosporina: Se ha observado un aumento de la creatinina en el suero de pacientes tratados con ambos fármacos.
- Otros fármacos: Se han descrito interacciones de algunas sales de la anfotericina B con antineoplásicos, corticosteroides, digital y relajantes musculares.[6]

## Uso clínico

### Indicaciones
La anfotericina B está indicada en el tratamiento de la candidiasis invasiva grave, de micosis sistémicas graves tales como aspergilosis, criptococosis, histoplasmosis, fusariosis, zigomicosis, candidosis sistémica, blastomicosis, coccidioidomicosis y Fungemia por Malassezia spp, además en el tratamiento y profilaxis de la leishmaniasis visceral. También es el agente más efectivo conocido en el tratamiento de la meningoencefalitis primaria causada por el parásito Naegleria fowleri.

### Embarazo y lactancia
No se dispone de datos clínicos adecuados sobre el uso de anfotericina B en complejo lipídico en mujeres embarazadas ni durante la lactancia. Se han demostrado efectos teratógenos en animales de laboratorio.

### Reacciones adversas
Las reacciones adversas (RAM) más frecuentes observadas con este medicamento han sido escalofríos (15 %), aumento de la creatinina (11 %), pirexia (11 %), náuseas (7 %) e hipopotasemia (6 %).
La tabla que sigue expone las RAM frecuentes (menos de un caso cada 10 tratamientos pero más de 1 cada 100 : <1/10 y ≥1/100)
| Reacciones adversas a la anfotericina B      | |
| Órgano afectado                              | Tipo de reacción adversa |
| Pruebas de Laboratorio                       | Aumento de fosfatasa alcalina, aumento de urea, anomalías en pruebas de función hepática.                                                                                     |
| Trastornos cardíacos                         | Taquicardia, arritmias incluida taquicardia supraventricular, bradicardia, fibrilación auricular, bloqueo auriculoventricular de segundo grado y extrasístoles ventriculares. |
| Trastornos de la sangre                      | Anemia, leucopenia, trombocitopenia. |
| Trastornos del sistema nervioso              | Cefalea, temblores, convulsiones. |
| Trastornos respiratorios                     | Asma, disnea, hiperventilación, alteración respiratoria. |
| Trastornos gastrointestinales                | Diarrea, náuseas, vómitos y pérdida del apetito. |
| Trastornos renales y urinarios               | Insuficiencia renal incluido fallo renal. |
| Trastornos de la piel                        | Rash, dolor en el sitio de inyección, Sx Stevens Johnson y necrólisis epidérmica tóxica.                                                                                      |
| Trastornos del metabolismo y de la nutrición | Acidosis, alteraciones de los niveles séricos de potasio, calcio, cloruros, fosfato, alteraciones del equilibrio hídrico, hiperbilirrubinemia, hipopotasemia, hipomagnesemia. |
| Otros                                        | Hipertensión, hipotensión, astenia, edema generalizado, reacción en el lugar de la inyección.                                                                                 |

## Consideraciones
| Las formulaciones lipídicas de amfotericina B están diseñadas para reducir la exposición al fármaco en el túbulo proximal de la nefrona y, de este modo, minimizar la nefrotoxicidad. Amphotec, Abelcet y Ambisome son preparaciones lipídicas de amfotericina B aprobadas por la FDA. Se recomienda tratamiento combinado con flucitosina en la meningitis criptocócica aguda en pacientes infectados por VIH. |

## Toxicidad
En la toxicidad de este fármaco destaca como se dañan los órganos hígado y riñón. Aunque principalmente, los efectos más tóxicos y dañinos se producen a nivel del riñón. El fallo renal de la anfotericina B está relacionado con la dosis y/o la duración del tratamiento, y en muchas ocasiones constituye el factor limitante de su administración.

### Mecanismo de toxicidad
Su mecanismo nefrotóxico se observa a tres niveles y está relacionado con los efectos que produce el fármaco sobre la permeabilidad de la membrana, su principal mecanismo de acción antifúngica.
- El sitio inicial de exposición en la nefrona es el glomérulo. El antibiótico produce una vasoconstricción de los capilares del glomérulo, es donde se produce la filtración de sangre a la cápsula de Bowman, manifestándose con una disminución de la tasa de filtración glomerular (TFG).[7][8]
- El siguiente segmento expuesto es el túbulo proximal. Este posee un epitelio poroso que favorece la entrada de los xenobióticos al interior, por ello, los agentes tóxicos suelen producir a menudo lesiones a este nivel, las cuales suelen ser reversibles. El efecto tóxico sobre las células del epitelio tubular renal es directo. La desestructuración de la membrana plasmática puede alterar el transporte de Na+ y K+, o la capacidad de acidificación y concentración renal de solutos.[8]
- Y por último, produce lesiones en la médula; a nivel del Asa de Henle, túbulo distal y conducto colector. En estos segmentos se reabsorbe el sodio y el potasio final, y es donde tienen lugar la regulación final y el ajuste fino de volumen y composición de la orina. La lesión en el túbulo distal produce una alteración funcional que se manifiesta como una disminución de la acidificación de la orina.[9][10]

Estas alteraciones se manifiestan con poliuria, debida a la disminución de la capacidad de concentrar la orina.
Una de las reacciones sistémicas provocada por la anfotericina B es la liberación masiva de citocinas (tormenta de citocinas), caracterizada por la liberación del factor de necrosis tumoral a (TNF-a) e interleucina 1 (IL-1) presentes en las células del sistema inmunitario del hospedador. A su vez, el TNF-a y la IL-1 provocan fiebre, escalofríos moderados e intensos e hipotensión en las horas siguientes a la administración del fármaco. Por lo general, estas respuestas pueden reducirse al mínimo si se disminuye la velocidad de administración del fármaco o con pretratamiento con antipiréticos (p. ej., paracetamol, antiinflamatorios no esteroideos o hidrocortisona).

### Manifestaciones tóxicas
Clínicamente la nefrotoxicidad se manifiesta con un incremento de la creatinina plasmática y del nitrógeno ureico, hipomagnesemia, hipopotasemia y acidosis metabólica hiperclorémica debida a la pérdida urinaria de iones. Además se produce nefrocalcinosis e hipostenuria.
Estas reacciones son muy comunes, se presenta en uno de cada diez pacientes tratados con anfotericina B. Generalmente al interrumpir la terapia, la función renal regresa gradualmente a su función basal, aunque pueden ser necesarias varias semanas hasta su completa normalización. En algunos casos se produce un daño permanente, especialmente en aquellos pacientes que han recibido una dosis acumulada superior a cinco gramos.
La toxicidad hematológica de la amfotericina B también es frecuente: la anemia probablemente sea secundaria a la disminución de la producción de eritropoyetina. Los efectos tóxicos renales y hematológicos de la anfotericina B son acumulables y relacionados con la dosis. Las medidas terapéuticas que pueden reducir al mínimo estas toxicidades incluyen evitar otros fármacos nefrotóxicos tales como animoglucósidos y ciclosporina, y mantener la euvolemia para permitir una perfusión renal adecuada.

### Estrategias para reducir la toxicidad
Para reducir la toxicidad renal del fármaco se recurre en algunos casos al aporte de sodio, especialmente en pacientes deshidratados o hiponatrémicos. Otra medida que se suele realizar es prolongar los tiempos de administración. Está comprobado que la administración en perfusión continua, durante veinticuatro horas, es menos nefrotóxica e igual de eficaz.
Además se han desarrollado diferentes formulaciones lipídicas de anfotericina B con el fin de reducir su elevada toxicidad, que se describen brevemente a continuación:
- Anfotericina B liposomal: la anfotericina B se incluye en liposomas unilamelares, que contienen una molécula de anfotericina por nueve de lípidos. Con esta formulación se conserva el espectro antifúngico idéntico, y además la eficacia terapéutica es mayor que la de la anfotericina B convencional. Por esto, presenta mejor tolerancia permitiendo administrar dosis más altas y tratamientos más prolongados además de conseguir una mayor difusión tisular.[15]
- Complejo lipídico de anfotericina B: complejo formado por cantidades equimolares de lípido y anfotericina B. Su eficacia es similar a la de la anfotericina B en el tratamiento de candidiasis.[15]
- Anfotericina B en dispersión coloidal: complejo equimolar de sulfato de colesterol y anfotericina B.[15]